# Plac Franciszkański we Wrocławiu
Plac Franciszkański we Wrocławiu (Minoritenhof) – plac we Wrocławiu położony w obrębie Starego Miasta. Znajduje się tu między innymi zabytkowy Kościół Świętych Stanisława, Doroty i Wacława, a także Zespół Szkół Sióstr Salezjanek.

## Historia
Teren obecnego placu Franciszkańskiego stanowił niegdyś dziedziniec rozległej posiadłości należącej do osoby prywatnej. W 1351 roku został ufundowany przez cesarza Karola IV kościół, który początkowo podlegał augustianom eremitom, którzy mieli w pobliżu swój klasztor, a w 1530 przejęty został przez franciszkanów, czyli braci mniejszych (minorytów). Tym samym plac ten stanowił po ukończeniu budowy kościoła dziedziniec przed kościołem św. Doroty. Również ulica biegnąca od tego miejsca do Rynku otrzymała nawiązującą do patronki kościoła nazwę ul. św. Doroty (Dorotheengasse), do której dołączono także ulicę Buden in der Dorotheengasse. Natomiast ulicę biegnącą od placu wzdłuż kościoła w kierunku współczesnej ulicy Świdnickiej nazwano An der Dorotheengasse, dziś Franciszkańska. Po sekularyzacji w XIX wieku majątku kościelnego utworzono tu zakład karny. W 1890 r. rozbudowano od kościoła w kierunku południowym ulicę Św. Doroty, do obecnej ulicy Heleny Modrzejewskiej, a w ich otoczeniu oraz od strony północnej w otoczeniu placu Franciszkańskiego wybudowano plebanię.

## Ulice
Plac Franciszkański obejmuje drogę gminną, której przypisano klasę D, numer 104998, biegnącą od Ulicy Świętej Doroty. Jest do droga ślepa . Nadanie kategorii drogowej tej drodze nastąpiło uchwałą Rady Miejskiej Wrocławia nr XLVIII/1704/02 z 16.05.2002 r., natomiast nadanie numeru uchwałą nr 351/II/03 z 25.06.2003 r. . Długość jezdni przypisanej do tego placu wynosi 37 m (104 m ).
Plac Franciszkański połączony jest z ulicami miasta poprzez następujący układ drogowy:
- ulica Świętej Doroty, biegnąca od ulicy Heleny Modrzejewskiej do Kazimierza Wielkiego[10][13]
- ulica Franciszkańska, od ulicy Świętej Doroty do Świdnickiej[9][14]
- ulica Zamkowa - łącznik[15].

## Otoczenie placu
Plac otoczony jest zabudową miejską:
- od strony wschodniej – przebiega jezdnia przypisana do ulicy świętej Doroty, a za nią znajduje się Kościół Świętych Stanisława, Doroty i Wacława[1][4][10],
- od strony południowej – biegnie ulica świętej Doroty do ulicy Heleny Modrzejewskiej[13][10], a przylega do niej budynek plebanii, dalej znajdują się kolejne budynki w zabudowie ciągłej, przy czym ich elewacje frontowe zwrócone są na południe od strony ulicy Heleny Modrzejewskiej i placu Wolności, a od strony placu Franciszkańskiego znajduje się tył budynków,
- od strony zachodniej – istniała zabudowa, obecnie rozebrana, za posesją przebiega ulica Zamkowa[15],
- od strony północnej – budynek Zespołu Szkół Sióstr Salezjanek[5], w północno-wschodnim narożniku ulica świętej Doroty biegnąca w kierunku ulicy Kazimierza Wielkiego i skrzyżowanie z ulicą Franciszkańską w kierunku ulicy Świdnickiej[1][9][10][13][14].

## Kościół Świętych Stanisława, Doroty i Wacława
Główne wejście do Kościół Świętych Stanisława, Doroty i Wacława zlokalizowane jest od strony ulicy świętej Doroty i placu Franciszkańskiego . Kościół został ufundowany w 1351 r. przez cesarza Karola IV. Początkowo podlegał augustianom eremitom, a w 1530 r. przejęty został przez franciszkanów. Już w 1534 r. zakon przekazał go władzom miejskim. Powrót pod pieczę franciszkanów minorytów powrócił w 1612 r. (1615 r.).
Kościół został wpisany do rejestru zabytków:
- nr 14 z 27.11.1947 r.[17], oraz
- A/292/90 z 12.02.1962 r.[17].

## Zespół Szkół Sióstr Salezjanek
Przy placu Franciszkańskim położony jest budynek, w którym mieści się Zespół Szkół Sióstr Salezjanek we Wrocławiu. Szkoła nosi imię Jana Pawła II. Jest to pierwsza katolicka szkoła podstawowa utworzona we Wrocławiu. Prowadzona jest przez Salezjanki. Jest szkoła niepubliczną. Zespół szkół obejmuje szkołę podstawową i gimnazjum.